# Tre solar
Tre solar är en svensk dramafilm från 2004 i regi av Richard Hobert.

## Handling
Filmen utspelar sig under medeltiden. Hanna lämnar hemmet för att rida mot kusten och möta sin man Ulf som krigat som korsriddare i Orienten under fyra år. Halvvägs möter hon människor drabbade av pesten, men beslutar sig för att fortsätta. Efter att ha stött på både goda och illvilliga personer, hittar hon till slut sin man som blivit ett passivt vrak eftersom han börjat missbruka opium. Hanna tar med sig honom hem ändå, men där väntar en ny tragedi.

## Om filmen
Filmen är inspelad den 1 april – 29 maj 2003 på Alvaret, Österlen och västkusten. Den hade festivalpremiär den 27 januari 2004 och biopremiär den 27 februari samma år, och var tillåten från 11 år. 
Filmen fick mycket dålig kritik; "Filmsajt.se" skrev: "Tre solar är en kalkonfarm där dialogen och könsrollerna lyfts ur nutida såpopera och lajvas fram i medeltida utstyrsel av skådespelare med östermalmsdialekt." I Svenska Dagbladet kallade recensenten Stefan Spjut regissören Hobert för en "vilsen spelledare". Skådespeleriet dömdes ut som "förkrympt, fåvitskt och mestadels förfärligt
fånigt", dock med tillägget: "Mikael Persbrandts risiga häxfrissa gör ändå filmen värd att se, i något slags gyckelsyfte."  Dagens Nyheter kallade den en "kalkonfilm".
Filmens titel anspelar på de vädersolar som förr i tiden ansågs som ett järtecken som förebådade kommande ofärdstider.

## Rollista
- Lena Endre – Hanna Röde
- Kjell Bergqvist – Joel, fiskare
- Natalie Minnevik – flicka
- Maria Bonnevie – Emma
- Rolf Lassgård – Torben, falsk barberare
- Mikael Persbrandt – Ulf, Hannas make
- Rikard Wolff – Isak, judisk målare
- Sven-Bertil Taube – Olof Blinde, Hannas svärfar
- Magnus Krepper – budbärare
- Jan Waldekranz – präst
- Björn Granath – vaktchef
- Stephan Holmström – stadsvakt
- Anastasios Soulis – döende pojke
- Åsa-Lena Hjelm – fiskarkvinna
- Mats Torstensson – Raske
- Max Olausson – Kjetil
- Micke Enerdal – Magnus, Hannas son (krediterad som Mikael Enerdal)
- Ebba Bernhardsson – Maria, Hannas dotter

### Övriga
- Magnus Östman – Ulf (stand-in)
- Pauline Åberg – bebis

## Musik i filmen
- "Byssan lull", text och arrangör Evert Taube, sångare: Lena Endre och Rolf Lassgård

## Övrigt
Programledarduon Filip och Fredrik har använt sig av klipp ur filmen i sitt humorprogram 100 höjdare.